# Людмил Стоянов (награда)
Вижте пояснителната страница за други значения на Людмил Стоянов.
Националната награда „Людмил Стоянов“ е учредена от Съюза на българските писатели и община Гоце Делчев през 2006 година, на името на известния български писател академик Людмил Стоянов.
С тази награда се удостояват местни автори за цялостното им творчество, като призът се връчва през 2 години. Церемонията е част от коледната програма на общината.

## Наградени автори и творби
- 2006 – Валентин Караманчев
- 2008 – Никола Радев, Георги Гавалюгов – поощрителна награда
- 2010 – Иван Марков[1]